# Barbatula
Barbatula är ett släkte i familjen grönlingsfiskar (Balitoridae). Släktet omfattar 27 arter.

## Lista över arter
- Barbatula altayensis Zhu, 1992
- Barbatula araxensis (Banarescu & Nalbant, 1978)
- Barbatula barbatula (Linné, 1758) – grönling
- Barbatula bergamensis Erk'Akan, Nalbant & Özeren, 2007
- Barbatula bergiana (Derzhavin, 1934)
- Barbatula brandtii (Kessler, 1877)
- Barbatula cinica Erk'Akan, Nalbant & Özeren, 2007
- Barbatula compressirostris (Warpachowski, 1897)
- Barbatula dgebuadzei (Prokofiev, 2003)
- Barbatula erdali Erk'Akan, Nalbant & Özeren, 2007
- Barbatula euphratica (Banarescu & Nalbant, 1964)
- Barbatula farsica (Nalbant & Bianco, 1998)
- Barbatula frenata (Heckel, 1843)
- Barbatula germencica Erk'Akan, Nalbant & Özeren, 2007
- Barbatula kermanshahensis (Banarescu & Nalbant, 1966)
- Barbatula kosswigi (Erk'Akan & Kuru, 1986)
- Barbatula mediterraneus Erk'Akan, Nalbant & Özeren, 2007
- Barbatula merga (Krynicki, 1840)
- Barbatula nuda (Bleeker, 1864)
- Barbatula panthera (Heckel, 1843)
- Barbatula paucilepis Erk'Akan, Nalbant & Özeren, 2007
- Barbatula persa (Heckel, 1847)
- Barbatula phoxinoides Erk'Akan, Nalbant & Özeren, 2007
- Barbatula pulsiz (Krupp, 1992)
- Barbatula seyhanensis (Banarescu, 1968)
- Barbatula tigris (Heckel, 1843)
- Barbatula toni (Dybowski, 1869)